# Menesthios (Sohn der Polydora)
Menesthios (altgriechisch Μενέσθιος Menésthios) ist eine Gestalt der griechischen Mythologie.
Menesthios war einer der fünf Anführer der Myrmidonen vor Troja, gehörte also zu dem von Achilleus geführten Kontingent im Trojanischen Krieg. Seine Mutter war Polydora, die Tochter des Peleus und der phthiotischen Antigone. Homer nennt als Vater des Menesthios den Flussgott Spercheios, doch heiratete Polydora im Gegenzug für eine stattliche Mitgift Boros, den Sohn des Perieres, der dafür offiziell die Vaterrolle übernahm.
In der Bibliotheke des Apollodor ist Polydora hingegen die Tochter des Perieres und Frau des Peleus, der die offizielle Vaterschaft des von Spercheios gezeugten Knaben übernahm.